# Церква Блаженного Олексія (Львів)
Церква Блаженного Олексія Зарицького — культова споруда у Львові, розташована у студентському містечку «Львівської політехніки» на вул. Лукаша, 3а. Виконує функції одного з центрів студентського капеланства. Належить до Галицького деканату Львівської архієпархії Львівської митрополії УГКЦ. Зведена у 2009 році за проєктом архітектора Р. Сулика. Унікальність проєкту цього дерев'яного храму пов'язана з нетиповим розташуванням найбільшої бані над вівтарною частиною. Названий в честь блаженного Олексія Зарицького, який вважається покровителем вдів, сиріт, молоді та студентів, а також людей, які змушені жити на чужині та байдужих до віри.

## Розташування
Розташований храм на Воловецьких пагорбах. Над стрімким північним схилом, що дає можливість доброго огляду з території Студентського парку. Орієнтація церкви — вівтарем на Північ з деяким відхиленням на Захід. Така орієнтація храму пов'язана із прагненням інтегрувати споруду у вже складену структуру вулиць та корпусів студентського містечка відкривши вхід до вулиці Лукаша. Неподалік знаходиться меморіальний знак встановлений на місці розстрілу професорів Львівської політехніки у 1941 році.

## Історія
У травні 2009 року відбулося освячення місця під забудову студентського храму святого Олексія, яке здійснив Архиєпископ і Митрополит Львівський УГКЦ Владика Ігор (Возняк) спільно зі студентськими капеланами. Будівництво храму було оплачено Володимиром Артемовичем — президентом будівельної корпорації «Галичартбуд». Освячений Митрополитом Ігорем Возняком 18 грудня 2009 року. На цей час це був перший студентський храм у Львові. У 2021 році зазнав реконструкції внаслідок дерев'яні верхи були оббиті вагонкою, а ґонтові дахи куполів змінені мідними листами, внаслідок чого споруда дещо змінила свій автентичний вигляд.

## Архітектура
Споруда витримана у традиціях української дерев'яної архітектури, але з містить ряд оригінальних рис. Зокрема, головний купол розміщено над вівтарною частиною, в той час як нава покрита односхилим дахом з невеликим вікном. Два бічні куполи розташовані над розширеннями трансепту. Згодом, коло храму було добудовано дзвіницю, що відіграє також роль місця зустрічей із студентською молоддю.

## Галерея

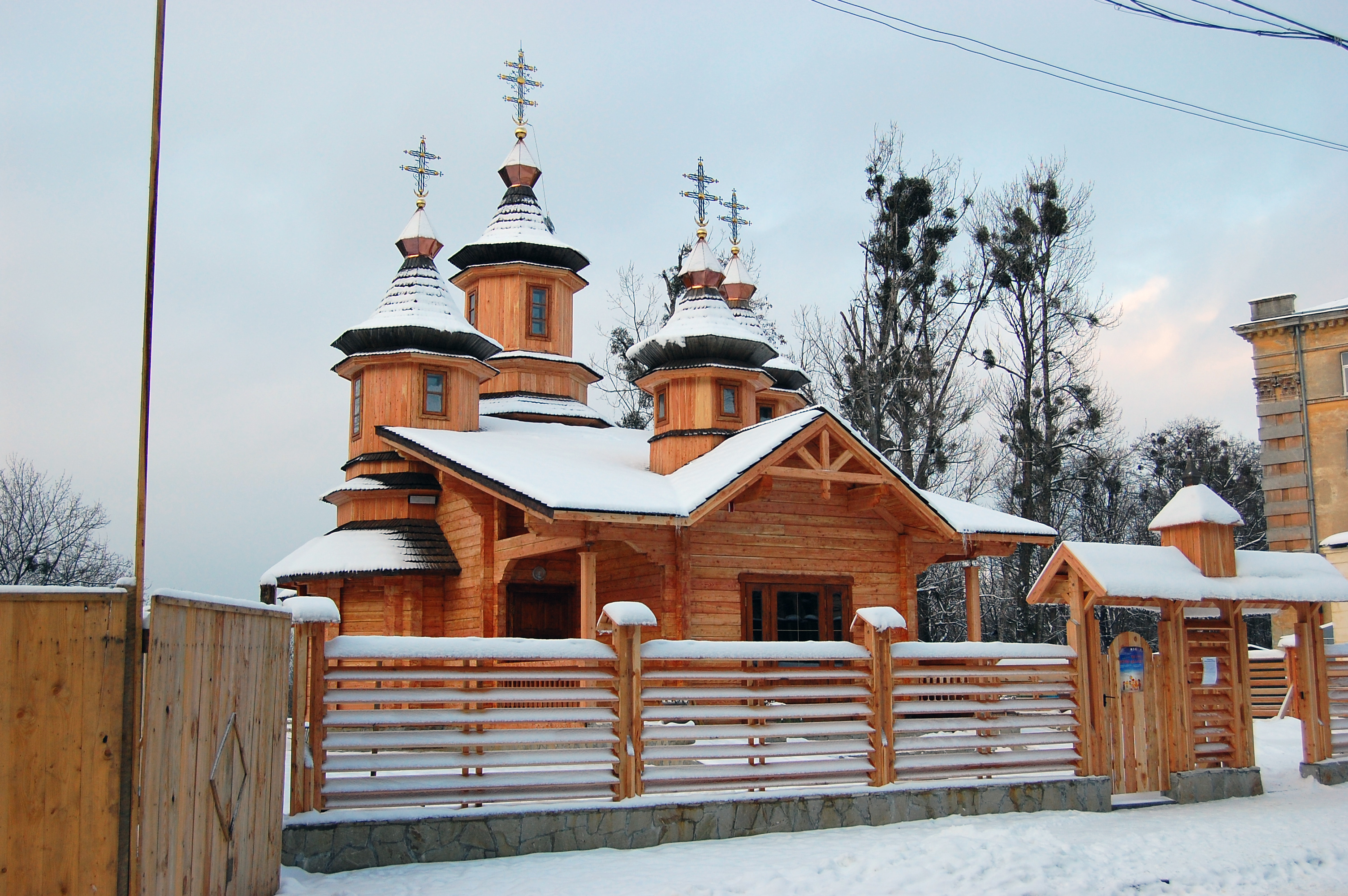
Вигляд споруди у січні 2010 р.
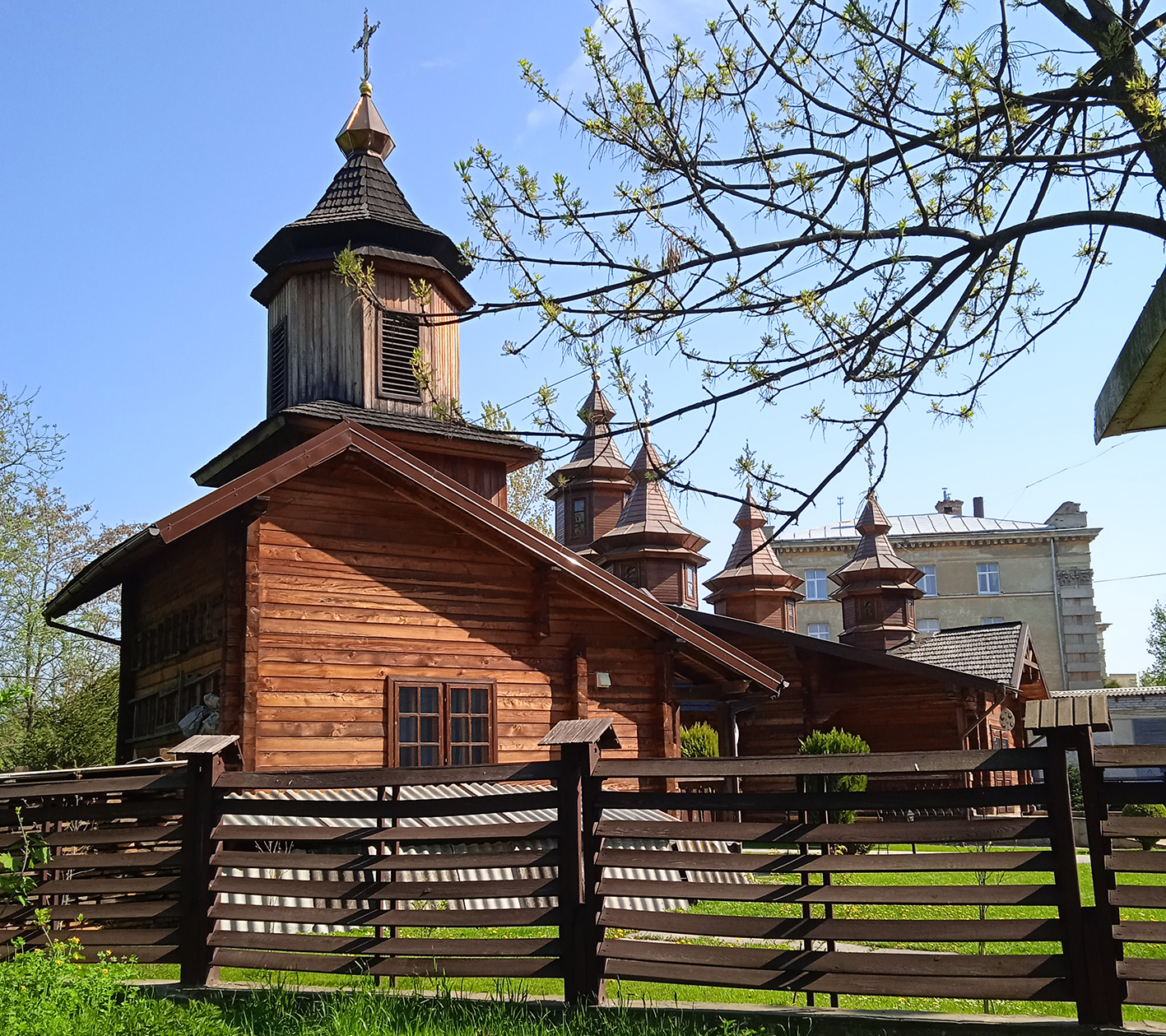
Дзвіниця, вид з Півдня.
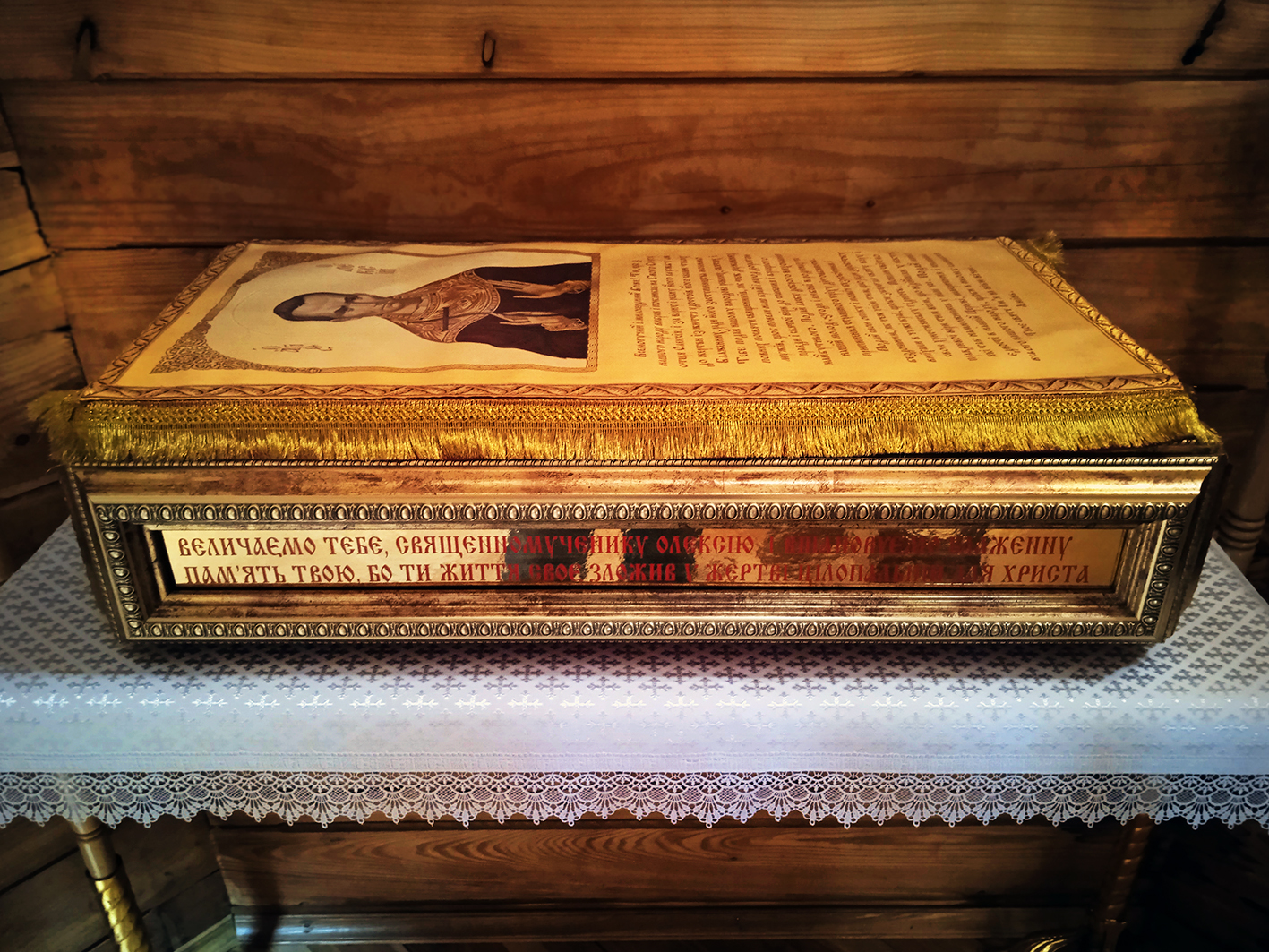
Мощі Блаженного Олексія Зарицького і інтер'єрі храму.